# أولاد ابريك برادعية (أولاد حجاج الترس)
أولاد ابريك برادعية هو دُوَّار يقع بجماعة سيدي المكي، إقليم برشيد، جهة الدار البيضاء سطات في المملكة المغربية. ينتمي الدوّار لمشيخة أولاد حجاج الترس التي تضم 22 دوار. يقدر عدد سكانه بـ 643 نسمة حسب الإحصاء الرسمي للسكان والسكنى لسنة 2004.

## روابط خارجية
- البوابة الوطنية للجماعات الترابية
- المندوبية السامية للتخطيط